# Лицман, Яаков
Яако́в Ли́цман (ивр. יעקב ליצמן‎; род. 2 сентября 1948, Германия) — израильский государственный, политический и религиозный деятель, министр здравоохранения Израиля (2015—2020). Возглавляет блок Яхадут ха-Тора в Кнессете, представляет партию Агудат Исраэль.

## Биография
Лицман родился в 1948 году в польской семье, пережившей Холокост, в лагере беженцев, в Германии. Когда ему было два года, семья переехала в Боро-Парк в Бруклине, где он вырос. В возрасте 17 лет он продолжил своё обучение в Израиле. Его первая должность — директор хасидской школы «Бейт Яаков» в Иерусалиме. Является хасидом Гурского ребе.
В 1999 году нынешний ребе просил Лицмана отказаться от гражданства США и присоединиться к партии «Агудат Исраэль» для участия в выборах, состоявшихся в этом году. С тех пор он является лидером фракции «Агудат Исраэль» в кнессете.
В 1999—2001 годах Лицман был членом комиссии Кнессета по внутренним делам, и заместителем председателя комиссии по труду и социальной защите. В рамках коалиционного соглашения с правящей партией Ариэля Шарона в 2000 году Лицман был назначен председателем финансовой комиссии Кнессета, занимал эту должность до 2007 года.
Лицман женат, имеет пятерых детей, владеет ивритом, идишем и английским языком, живёт в Иерусалиме.
C апреля 2009 по март 2013 года занимал должность заместителя министра здравоохранения Израиля, и фактически возглавлял это министерство, поскольку портфель министра остался за главой правительства. В сентябре 2015 года занял пост министра.

### Отставка
1 Июня 2022 года Лицман сложил с себя полномочия депутата кнессета. Он был вынужден пойти на этот шаг после признания своей вины в попытке воспрепятствовать экстрадиции Малки Лайфер, обвиненной в Австралии в серии преступлений на сексуальной почве в отношении школьниц.